# Fußball-WM-Halbfinale Brasilien – Deutschland 2014

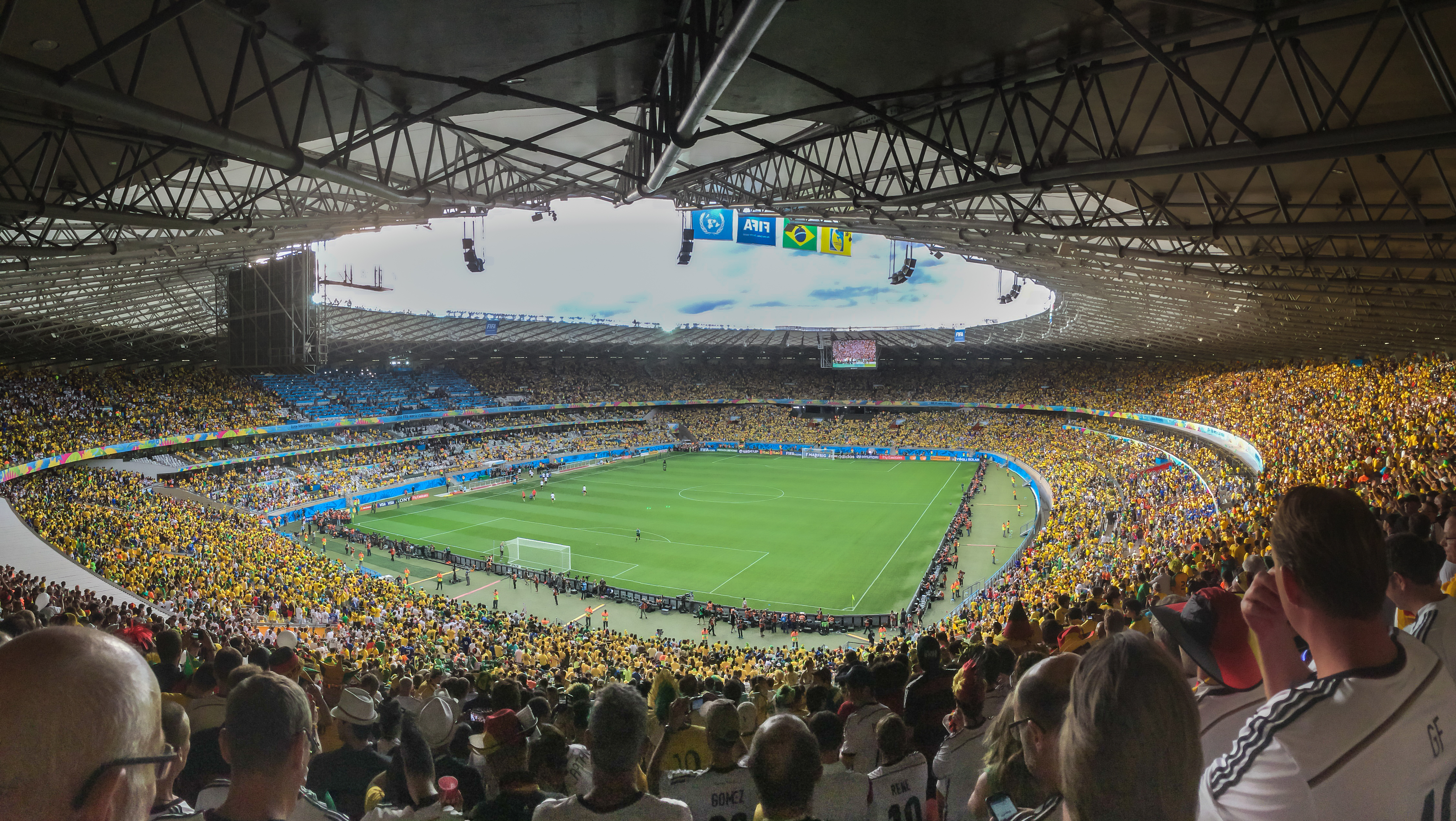
Innenansicht des Stadions Mineirão in Belo Horizonte vor Beginn des Halbfinales

Das Fußball-WM-Halbfinale zwischen Brasilien und Deutschland am 8. Juli 2014 war die erste der beiden Halbfinalpartien der Fußball-Weltmeisterschaft 2014 in Brasilien. Der mit fünf Titeln amtierende Rekordweltmeister Brasilien verlor das Spiel gegen den damals dreifachen Titelträger und späteren Turniersieger Deutschland mit 1:7. Als höchste Niederlage im Halbfinale einer Fußballweltmeisterschaft erhielt es in Brasilien den Beinamen Mineiraço, sinngemäß etwa „Schock von Mineirão“. Diese Benennung ist vom Kurznamen „Mineirão“ des Stadions Estádio Governador Magalhães Pinto in Belo Horizonte abgeleitet und erinnert an den Beinamen Maracanaço für die Niederlage Brasiliens gegen Uruguay bei der Fußball-Weltmeisterschaft 1950 im Maracanã.

## Vorgeschichte

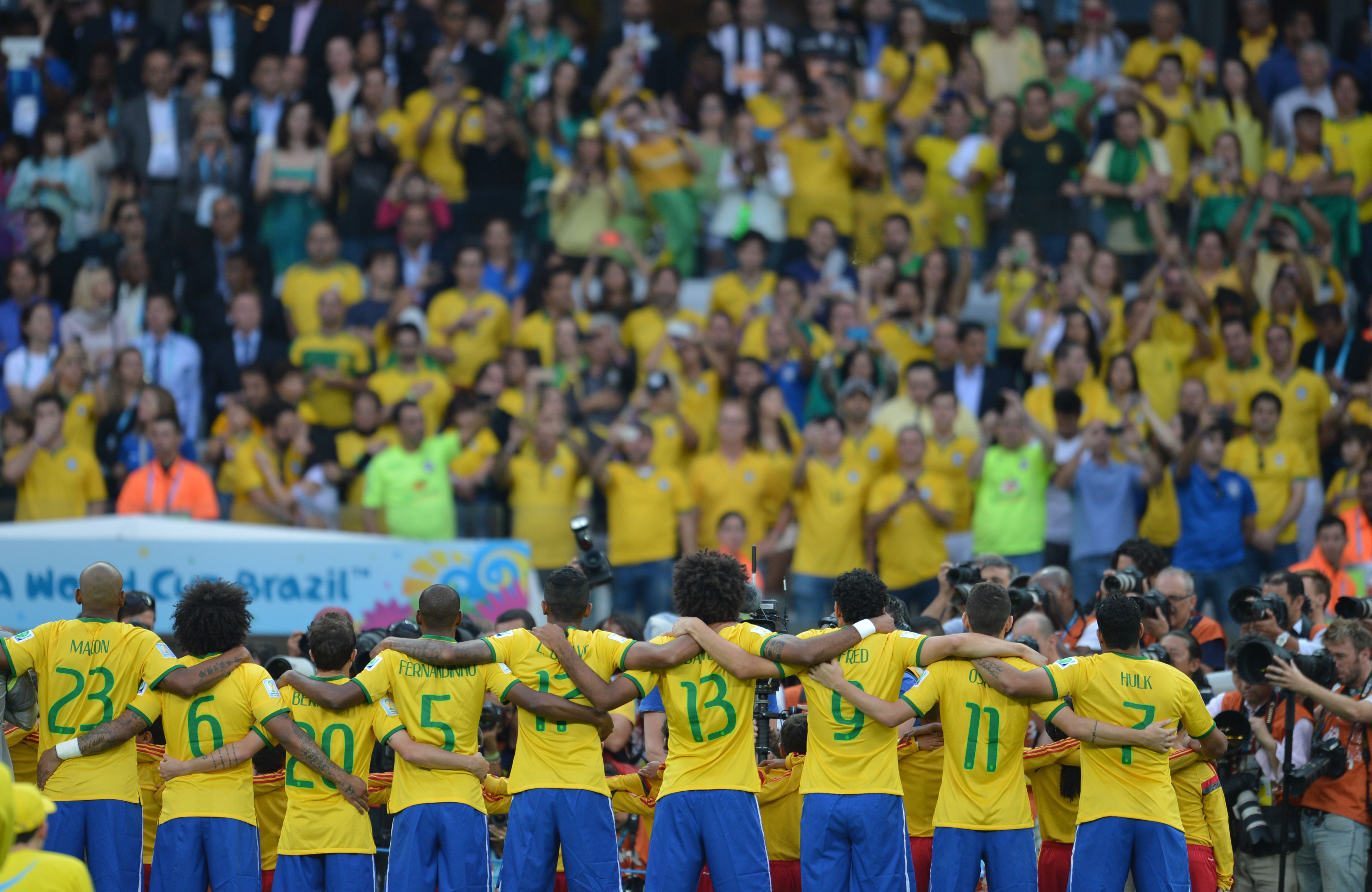
Die Nationalmannschaft Brasiliens während der Nationalhymne vor Spielbeginn

Die beiden vorherigen Begegnungen mit deutschen Nationalmannschaften bei einer Weltmeisterschaft der Herren hatte Brasilien gewonnen: 1974 das Spiel in der 2. Finalrunde gegen die DDR mit 1:0 und das Endspiel der WM 2002 gegen Deutschland mit 2:0. Bei den beiden folgenden WM-Turnieren war Brasilien jeweils im Viertelfinale am späteren Vizeweltmeister gescheitert (2006 Frankreich und 2010 Niederlande). Deutschland schied jeweils im Halbfinale gegen den späteren Weltmeister aus (2006 Italien und 2010 Spanien). Es hatte zuvor in 21 Länderspielen nur viermal gegen Brasilien gewonnen. Zwölfmal hatte Brasilien gesiegt, zuletzt im Halbfinale des Konföderationenpokals 2005 in Deutschland mit 3:2. Beim Konföderationenpokal 1999 war Brasilien mit 4:0 der höchste Sieg gegen Deutschland gelungen. Deutschlands höchster Sieg gegen Brasilien war bis dahin ein 2:0 am 12. März 1986 in Frankfurt am Main gewesen. Das letzte Aufeinandertreffen zwischen den beiden Mannschaften hatte am 10. August 2011 stattgefunden, als Deutschland in Stuttgart mit 3:2 gewann und den ersten Sieg gegen die Brasilianer seit 18 Jahren errang.
Beide Mannschaften hatten sich in der Gruppenphase der WM 2014 mit je zwei Siegen und einem Unentschieden durchgesetzt. Im Achtelfinale bezwang Deutschland Algerien mit 2:1 n. V., Brasilien besiegte Chile mit 4:3 n. E. Im Viertelfinale setzte sich Deutschland gegen Frankreich mit 1:0 durch, während Brasilien Kolumbien mit 2:1 aus dem Turnier warf. Brasilien zog bei seiner 20. Teilnahme zum 11. Mal unter die letzten vier Mannschaften einer Weltmeisterschaft ein, für Deutschland war es das 13. Mal im 18. WM-Turnier. Brasilien stand zuletzt 2002, Deutschland 2010 in einem WM-Halbfinale. Für Deutschland war es überdies seit 2002 die vierte Halbfinalteilnahme in Folge. Für Brasilien war es das 103. und für Deutschland das 105. WM-Spiel. Es war erst das vierte Halbfinale zwischen einer südamerikanischen und europäischen Mannschaft auf dem amerikanischen Doppelkontinent; und zuvor hatte sich immer die südamerikanische Mannschaft durchgesetzt: 1930 Uruguay gegen Jugoslawien mit 6:1, 1986 Argentinien mit 2:0 gegen Belgien und 1994 Brasilien mit 1:0 gegen Schweden. Alle drei wurden anschließend auch Weltmeister.
Zwei wichtige brasilianische Spieler konnten im Halbfinale nicht antreten: Neymar, Stürmer und unumstrittener Star der Mannschaft, hatte im Viertelfinalspiel durch ein Foul von Juan Zúñiga eine Lendenwirbelfraktur erlitten, und Mannschaftskapitän Thiago Silva war nach zwei gelben Karten gesperrt. Bei der deutschen Mannschaft stand einzig Shkodran Mustafi wegen einer Verletzung nicht zur Verfügung.
Brasiliens Nationaltrainer Luiz Felipe Scolari zeigte sich zuversichtlich, trotz Neymars Ausfall das Finale zu erreichen. Beobachter hätten die letzten beiden Spiele Deutschlands verfolgt und aufgezeigt, wie man sie schlagen könne. Bundestrainer Joachim Löw bedauerte das Fehlen Neymars und sprach davon, trotz der Anfeuerung für den Gegner durch das Publikum selbstbewusst in das Spiel zu gehen.
Einem Bericht des Daily Telegraph zufolge überraschte Scolari die brasilianischen Spieler sechs Stunden vor dem Anpfiff mit einer Änderung der Mannschaftsaufstellung: Nachdem er mit den drei Mittelfeldspielern Luiz Gustavo, Fernandinho und Paulinho trainiert hatte, um dem deutschen Mittelfeldtrio Schweinsteiger, Khedira und Kroos etwas entgegenzusetzen, verzichtete er kurzfristig auf Paulinho. Er brachte stattdessen Bernard in der Offensive auf dem linken Flügel, ohne diese Variante im Training einstudiert zu haben.

## Spielverlauf

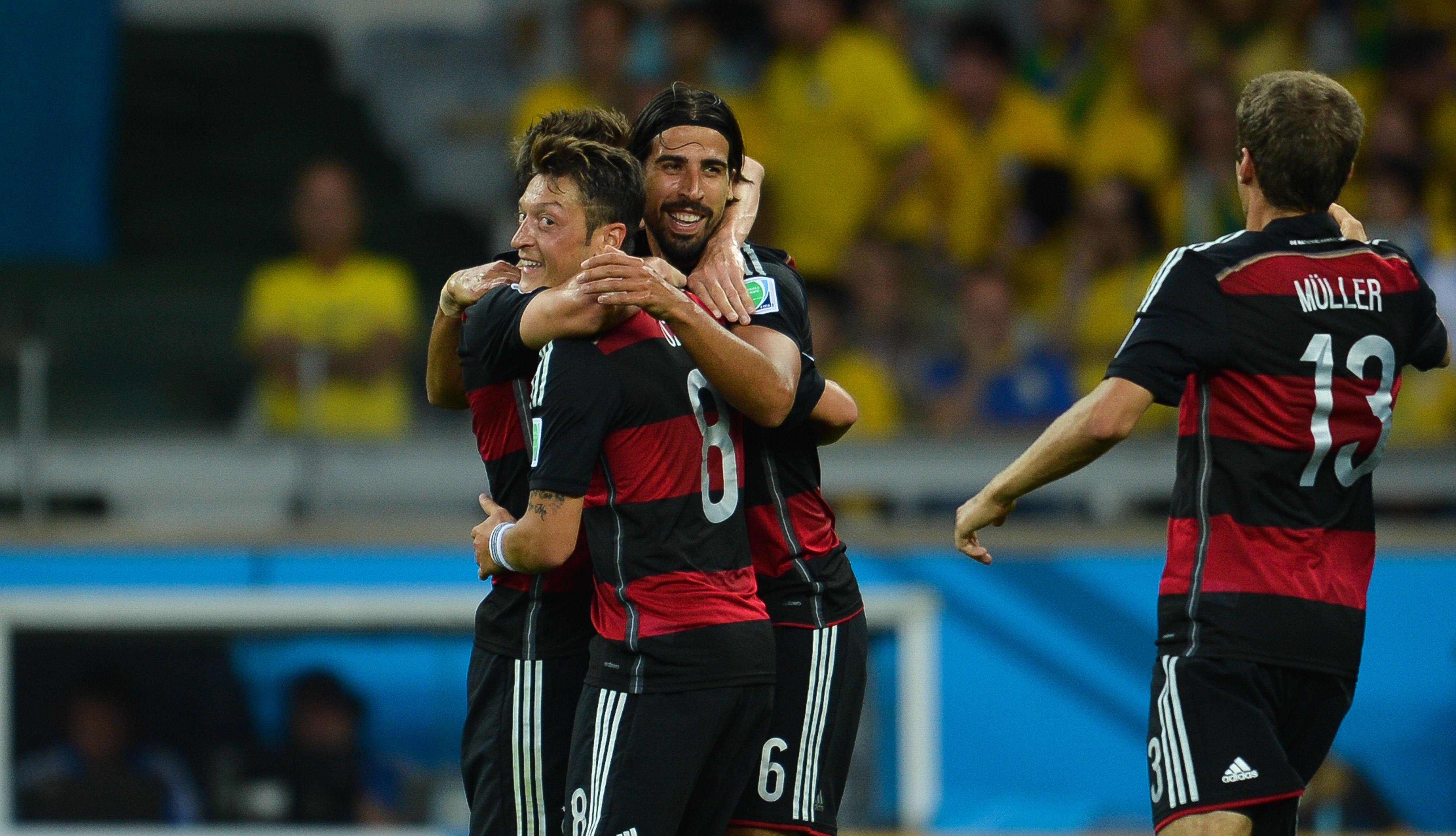
Klose, Özil, Khedira und Müller (v. l. n. r.) beim Torjubel zum 0:5 (29. Spielminute)

Brasilien begann druckvoll, drängte die deutsche Mannschaft durch aggressives Pressing an deren Strafraum und kam auf diese Weise nach zwei Minuten durch Marcelo zu einer ersten Torchance. Nachdem die DFB-Elf die anfängliche Druckphase ohne Gegentreffer überstanden hatte, ging sie in der 11. Minute durch Thomas Müller in Führung, der nach einem Eckball von Toni Kroos freistehend am Fünfmeterraum den Ball per Volley ins Tor schoss. Brasilien intensivierte danach seine Offensivbemühungen. Die Mittelfeldspieler der Seleção schalteten sich vermehrt in die Angriffsaktionen ein, die jedoch allesamt durch Fehlpässe und überhastete Abschlüsse unwirksam blieben. In der 23. Minute fiel das 0:2 durch Miroslav Klose, der nach einem Spielzug über Kroos und Müller im Strafraum zunächst an Brasiliens Torwart Júlio César scheiterte, den Abpraller dann aber verwerten konnte.
In den folgenden sechs Minuten erzielte die deutsche Mannschaft drei weitere Treffer: Zunächst traf Toni Kroos in der 24. Minute nach einer Hereingabe von Philipp Lahm, die Müller verpasste, per Direktabnahme mit dem linken Außenrist von der linken Strafraumgrenze. Seinen zweiten Treffer erzielte Kroos zwei Minuten später und nur 20 Sekunden nach dem Wiederanpfiff nach einem Doppelpass mit Sami Khedira auf Höhe des Elfmeterpunkts. Danach erhöhte Khedira in der 29. Minute im Zusammenspiel mit Mesut Özil durch einen Beinschuss gegen Maicon zum Halbzeitstand von 0:5. Einige Hundert der brasilianischen Zuschauer hatten zu diesem Zeitpunkt das Stadion bereits verlassen.
Nach der Pause erarbeitete sich Brasilien durch Oscar in der 52. und den zur zweiten Halbzeit eingewechselten Paulinho in der 53. Minute gute Chancen, scheiterte jedoch beide Male am deutschen Torwart Manuel Neuer. Der in der 58. Minute für Miroslav Klose eingewechselte André Schürrle traf im weiteren Verlauf zum 0:6 und 0:7. Schürrle erzielte seinen ersten Treffer elf Minuten nach seiner Einwechslung aus etwa sieben Metern in zentraler Position nach einem Querpass im Strafraum durch Philipp Lahm. Beim zweiten Treffer zehn Minuten später setzte er sich nach einer Hereingabe von Thomas Müller im Laufduell gegen David Luiz durch und schoss den Ball aus kurzer Distanz und spitzem Winkel an die Unterkante der Querlatte, von der dieser ins Tor abprallte. Zum Sündenbock für die sich abzeichnende hohe Niederlage hatten die brasilianischen Zuschauer inzwischen den Stürmer Fred – fünffacher Torschütze beim Confed-Cup 2013 – erkoren, der bei jedem Ballkontakt von ihnen ausgepfiffen und mit Schmähgesängen bedacht wurde, bis ihn sein Trainer Scolari während des deutschen Torjubels zum 0:6 auswechselte. Nachdem kurz zuvor Mesut Özil nach Zuspiel von Julian Draxler das mögliche 0:8 vergeben hatte, gelang Oscar in der 90. Minute nach einem langen Zuspiel von dem für Fred eingewechselten Willian und im Zweikampf mit Jérôme Boateng der Ehrentreffer für die Gastgeber. Dies war gleichzeitig Brasiliens letzter Treffer bei der WM im eigenen Land.
| Brasilien                                                                                         | Brasilien | Deutschland | Deutschland | Aufstellung                             |
| ------------------------------------------------------------------------------------------------- | --- | --- | ----------- | --------------------------------------- |
| Brasilien                                                                                         | \| 1. Halbfinale \| \| 8. Juli 2014 um 17:00 Uhr (22:00 Uhr MESZ) in Belo Horizonte (Estádio Governador Magalhães Pinto) \| \| Ergebnis: 1:7 (0:5) \| \| Zuschauer: 58.141 \| \| Schiedsrichter: Marco Rodríguez ( Mexiko) 1 \| \| Spielbericht \| | \| 1. Halbfinale \| \| 8. Juli 2014 um 17:00 Uhr (22:00 Uhr MESZ) in Belo Horizonte (Estádio Governador Magalhães Pinto) \| \| Ergebnis: 1:7 (0:5) \| \| Zuschauer: 58.141 \| \| Schiedsrichter: Marco Rodríguez ( Mexiko) 1 \| \| Spielbericht \|                     | Deutschland | Aufstellung Brasilien gegen Deutschland |
| Brasilien                                                                                         | Júlio César – Maicon, David Luiz , Dante, Marcelo – Fernandinho (46. Paulinho), Luiz Gustavo – Bernard, Oscar, Hulk (46. Ramires) – Fred (69. Willian) Cheftrainer: Luiz Felipe Scolari                                                            | Manuel Neuer – Philipp Lahm , Jérôme Boateng, Mats Hummels (46. Per Mertesacker), Benedikt Höwedes – Bastian Schweinsteiger – Sami Khedira (76. Julian Draxler), Toni Kroos – Thomas Müller, Mesut Özil – Miroslav Klose (58. André Schürrle) Cheftrainer: Joachim Löw | Deutschland | Aufstellung Brasilien gegen Deutschland |
| Brasilien                                                                                         | 1:7 Oscar (90.) | 0:1 Müller (11.) 0:2 Klose (23.) 0:3 Kroos (24.) 0:4 Kroos (26.) 0:5 Khedira (29.) 0:6 Schürrle (69.) 0:7 Schürrle (79.) | Deutschland | Aufstellung Brasilien gegen Deutschland |
| Brasilien                                                                                         | Dante (68.) | | Deutschland | Aufstellung Brasilien gegen Deutschland |
| Brasilien                                                                                         | Spieler des Spiels: Kroos (Deutschland) | | Deutschland | Aufstellung Brasilien gegen Deutschland |
| 1. Halbfinale                                                                                     | | |             |                                         |
| 8. Juli 2014 um 17:00 Uhr (22:00 Uhr MESZ) in Belo Horizonte (Estádio Governador Magalhães Pinto) | | |             |                                         |
| Ergebnis: 1:7 (0:5)                                                                               | | |             |                                         |
| Zuschauer: 58.141                                                                                 | | |             |                                         |
| Schiedsrichter: Marco Rodríguez ( Mexiko) 1                                                       | | |             |                                         |
| Spielbericht                                                                                      | | |             |                                         |

## Das Spiel in Zahlen

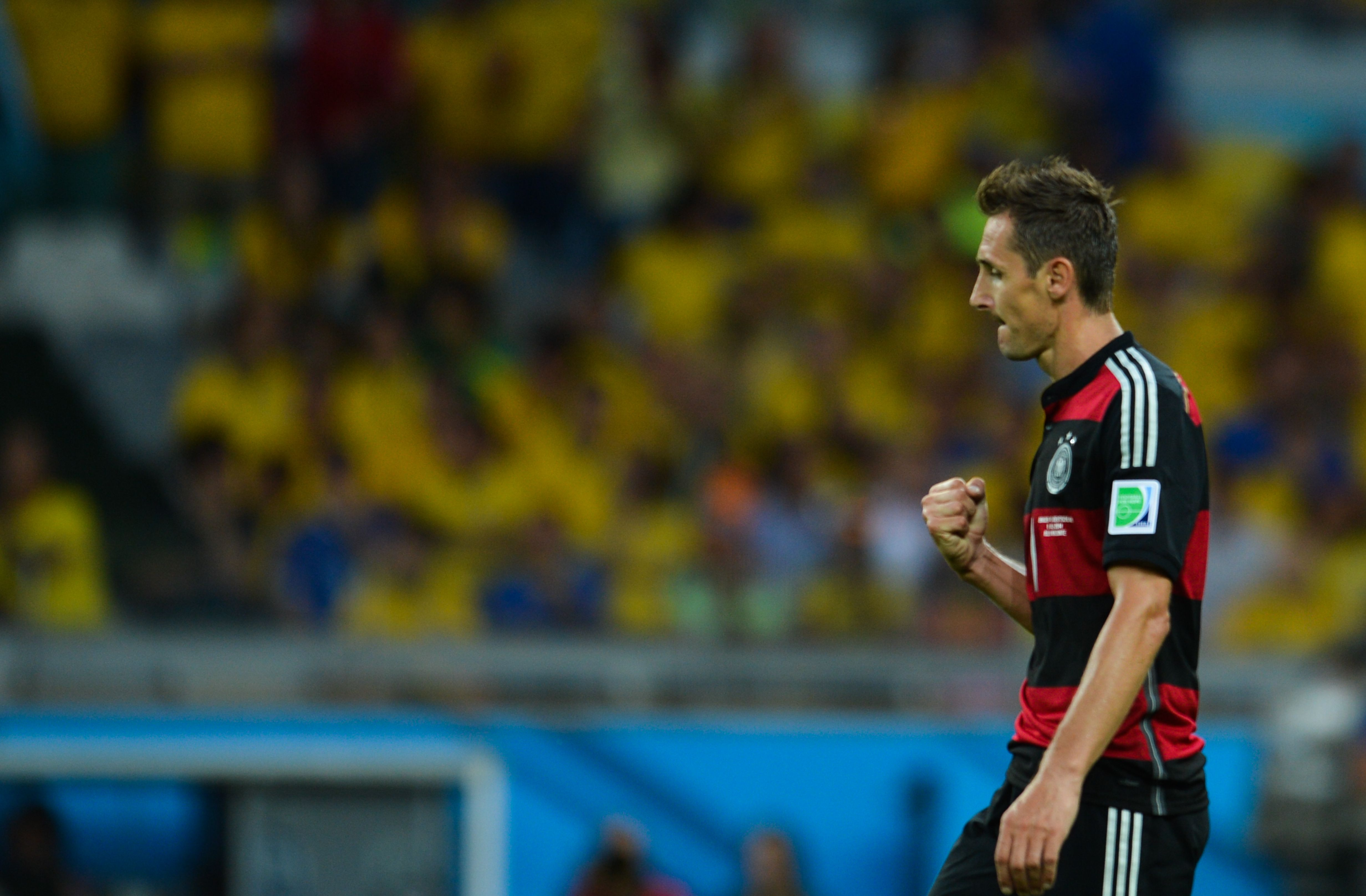
Miroslav Klose nach seinem insgesamt 16. WM-Tor

Dieses WM-Spiel ist in vielfacher Hinsicht mit Rekorden verknüpft: Der Endstand von 1:7 ist eines der höchsten Ergebnisse, die jemals in der Finalrunde einer Fußball-Weltmeisterschaft erreicht wurden, und das höchste in einem WM-Halbfinale. Schweden hatte 1938 im Viertelfinale gegen Kuba mit 8:0 gewonnen. Außerdem hatten Brasilien 1950 in der Finalrunde gegen Schweden und Italien 1934 im Achtelfinale gegen die USA jeweils auch mit 7:1 gewonnen. Für Deutschland war es der zweithöchste WM-Sieg nach dem 8:0 gegen Saudi-Arabien in der Gruppenphase der Weltmeisterschaft 2002. Die deutsche Mannschaft feierte damit den höchsten Sieg aller Mannschaften des WM-Turniers, was ihr bereits 1966, 1978 (neben Argentinien), 1990 (neben der Tschechoslowakei und der Sowjetunion) und 2002 gelungen war.
Es war die zweite Niederlage Brasiliens in einem WM-Halbfinale, nachdem die Mannschaft bei der WM 1938 Italien mit 1:2 unterlegen war, und die erste Heimniederlage nach fast 39 Jahren (63 Spiele) in einem Pflichtspiel, seit Peru beim 1:3 der Brasilianer aus dem Halbfinale der Copa América 1975, das ebenfalls in Belo Horizonte ausgetragen wurde, als Sieger hervorgegangen war. Das Ergebnis ist neben einer 0:6-Niederlage gegen Uruguay beim Campeonato Sudamericano 1920 auch die höchste Länderspielniederlage Brasiliens. Zudem ist es die höchste Niederlage eines WM-Gastgebers in der Geschichte der Fußballweltmeisterschaften.
Miroslav Klose war der erste Nationalspieler, der in seinem vierten WM-Halbfinalspiel auflief. Mit seinem insgesamt 16. Treffer avancierte Klose zudem zum Rekordtorschützen bei Fußballweltmeisterschaften. Das 0:1 durch Thomas Müller war das 2000. Länderspieltor der deutschen Nationalmannschaft. Die vier Treffer in sieben Minuten von der 23. bis zur 29. Minute gehören zu den schnellsten Torfolgen für eine Mannschaft bei einer Weltmeisterschaft. Zuvor hatten Vergleichbares nur Ungarn 1982 beim 10:1-Sieg über El Salvador und Österreich 1954 beim 7:5 über die Schweiz geschafft. Fünf Tore für eine Mannschaft innerhalb der ersten 29 Minuten bedeuteten einen neuen WM-Rekord. Diesen hatte bis dahin Jugoslawien mit 30 Minuten gehalten, aufgestellt 1974 beim 9:0 über Zaire. Das 0:5 durch Sami Khedira war der 221. deutsche WM-Treffer, womit Deutschland die Brasilianer in der Liste der Mannschaften mit den meisten WM-Toren als Tabellenführer ablöste.
Toni Kroos erzielte in diesem Spiel mit seinen zwei Toren innerhalb von 69 Sekunden den schnellsten Doppelpack in der Geschichte der Fußball-Weltmeisterschaften.
André Schürrle wurde durch seine beiden Treffer mit insgesamt drei Toren erfolgreichster Einwechselspieler des Turniers und löste als erfolgreichsten Einwechselspieler der deutschen Mannschaft bei WM-Turnieren Rudi Völler ab, der 1986 insgesamt zwei Tore nach Einwechslungen erzielt hatte.
Trotz des Spielergebnisses von 1:7 lag Brasilien nach Torschüssen (13:12) und Eckbällen (7:5) vorn und hatte mit 52 % einen höheren Ballbesitz als die DFB-Elf.
Für den mexikanischen Schiedsrichter Marco Antonio Rodríguez Moreno war es das letzte Spiel seiner Karriere, in der er sieben WM-Spiele bei drei Turnieren geleitet hatte.

## Reaktionen
Die Fernsehübertragung im ZDF, kommentiert von Béla Réthy, erreichte mit 32,57 Millionen Zuschauern einen neuen Reichweitenrekord im deutschen Fernsehen, der aber schon fünf Tage später beim WM-Finale im Ersten mit 34,65 Millionen Zuschauern übertroffen wurde. Auf Facebook interagierten 66 Millionen Nutzer insgesamt über 200 Millionen Mal und damit so häufig wie nie zuvor bei einer Fußballweltmeisterschaft. Mit 35,6 Millionen Tweets zum Thema war es auf Twitter das bis dahin meistdiskutierte Sportereignis. Beim fünften Tor für Deutschland wurden fast 10.000 Kommentare je Sekunde (exakt 580.166 innerhalb einer Minute) abgesetzt, was einen weiteren Twitter-Rekord darstellte.
Nach dem Spiel kam es in einigen brasilianischen Städten vereinzelt zu Plünderungen und Schlägereien. In São Paulo zündeten Unbekannte 15 Busse in einem Depot an.
International fand die Leistung der deutschen Mannschaft Anerkennung. Beispielsweise wurde in New York am darauffolgenden Tag das Empire State Building in den Farben schwarz-rot-gold beleuchtet.
Die FIFA bezeichnete auf ihrer Website die Partie als „außergewöhnliches […] atemberaubendes Spiel“. Pelé, dreifacher Weltmeister mit Brasilien, meinte: „Ich habe immer gesagt, dass Fußball voller Überraschungen ist. Niemand auf der ganzen Welt hat dieses Ergebnis erwartet.“ Rivaldo, brasilianischer Weltmeister von 2002, urteilte: „Die Vorstellung der Seleção ist eine Enttäuschung für alle Brasilianer. Das ist nur schwer zu akzeptieren.“ Gary Lineker bezeichnete die Begegnung als „das außergewöhnlichste, atemberaubendste und verwirrendste Spiel, das ich je erlebt habe.“ José Mourinho meinte: „In 50 Jahren werden die Kinder [immer noch] wissen, dass Brasilien zu Hause mit 1:7 gegen Deutschland verloren hat.“
Oliver Kahn sprach von einer „[…] kollektive[n] Implosion. Das war das totale Versagen einer ganzen Mannschaft von der ersten bis zur letzten Minute.“ Brasilien habe „taktisch alles falsch gemacht“ und sei der deutschen Mannschaft „ins offene Messer gelaufen“. Das Fehlen von Neymar und Thiago Silva habe dabei nicht die entscheidende Rolle gespielt, die Seleção sei vielmehr mit dem auf ihr lastenden Erwartungsdruck nicht fertig geworden und „emotional auseinandergebrochen“. Alejandro Sabella, Trainer des zweiten WM-Finalisten Argentinien, sagte vor dem eigenen Halbfinale gegen die Niederlande: „Ein solches Ergebnis zwischen zwei großen Fußball-Nationen ist absolut nicht normal. Unglaublich.“ Philipp Lahm, Kapitän der deutschen Nationalmannschaft, erklärte in einem Interview nach dem Turnier, er habe das Spiel als „beklemmend“ empfunden, da „niemand will, dass der Gegner Fehler macht, die auf diesem Niveau sonst nicht passieren.“
Das Urteil in der brasilianischen Presse zur Leistung der Seleção fiel einhellig aus. Die Tageszeitung Folha de S. Paulo sprach von einer „historischen Schmach“, O Globo von einer „beschämenden Leistung“, O Estado de S. Paulo von einer „historischen Erniedrigung“ und O Estado de Minas vom „größte[n] Massaker in [der] Historie [der Seleção]“. Die Sportzeitung Lance! zog einen Vergleich zum Maracanaço: „Es wird schwer sein, an jenes 2:1 gegen Uruguay zu erinnern, angesichts dessen, was Deutschland in diesem Halbfinale gemacht hat.“ Einer der ersten Journalisten, die den Begriff Mineiraço für das Halbfinale prägten, war der BBC-Reporter Jason Mohammad im Fernsehinterview mit dem ehemaligen brasilianischen Nationalspieler und Weltmeister von 2002 Juninho Paulista kurz nach dem Spiel. Kreiert wurde das Wortspiel Mineiraço jedoch bereits während des Spiels durch den Reporter Martín Perazzo des argentinischen Radiosenders Radio Belgrano AM 950 nach dem deutschen Treffer zum 5:0.
Die damalige brasilianische Staatspräsidentin Dilma Rousseff sagte im CNN-Interview mit Christiane Amanpour, sie habe sich selbst in ihren schlimmsten Albträumen keine derart vernichtende Niederlage vorstellen können. Sie teile das Leid aller Anhänger; Brasilien werde sich jedoch von dieser „extrem schmerzhaften Situation“ erholen.
In einem Interview mit dem TV-Sender SporTv verglich der Technische Direktor des brasilianischen Verbandes CBF Carlos Alberto Parreira die 1:7-Niederlage mit den Terroranschlägen am 11. September 2001 auf das World Trade Center in New York: „Du glaubst es nicht, es ist genau wie damals mit den Zwillingstürmen. Du siehst, wie der erste Turm zerstört wird, danach der zweite. Es sah aus wie eine Fiktion, war nicht real. Es ging alles sehr schnell, es gab keine Zeit zu reagieren.“
Brasiliens Nationaltrainer Luiz Felipe Scolari nahm die Schuld auf sich und bat seine Landsleute um Vergebung für die nach seinen Worten „schlimmste Niederlage [der Seleção] aller Zeiten.“ Der Präsident des brasilianischen Fußballverbands CBF, José Maria Marin, machte ihn öffentlich für das Ergebnis verantwortlich und warf ihm schwere taktische Fehler bei der Aufstellung vor.

## Nachwirkungen

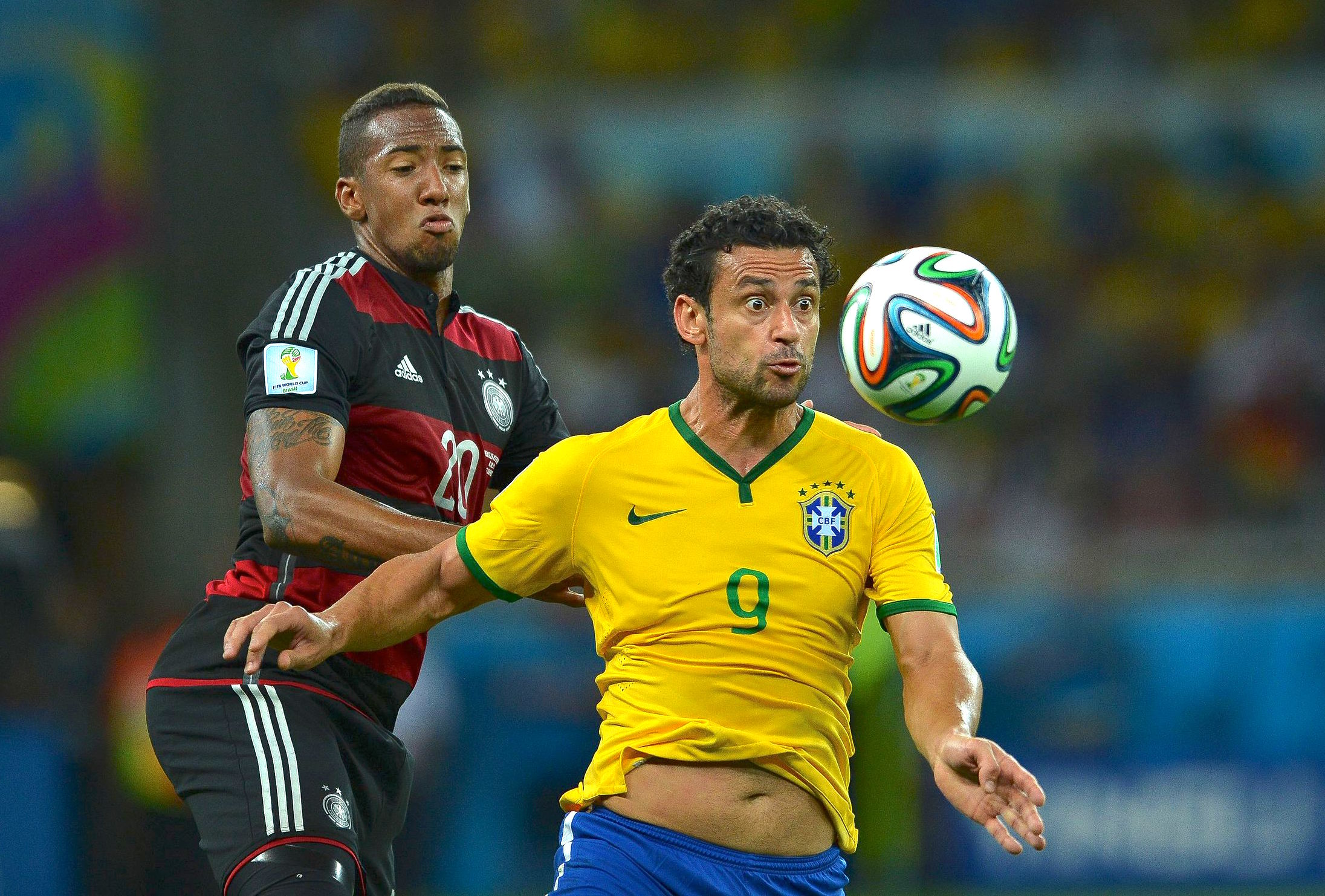
Der brasilianische Stürmer Fred (rechts, in einem Zweikampf mit Jérôme Boateng)

Deutschland gewann am 13. Juli 2014 das WM-Finale gegen Argentinien durch ein Tor von Mario Götze mit 1:0 nach Verlängerung und errang damit seinen vierten WM-Titel. Brasilien hatte einen Tag zuvor mit 0:3 auch das Spiel um den dritten Platz gegen die Niederlande verloren. Am 14. Juli gab der brasilianische Fußballverband CBF das Ende der Zusammenarbeit mit dem Nationaltrainer Scolari, dem Technikdirektor Carlos Alberto Parreira und dem übrigen Trainerstab bekannt. Der im Halbfinale von den eigenen Fans ausgepfiffene Stürmer Fred hatte bereits am Tag zuvor seinen Rücktritt aus der brasilianischen Nationalmannschaft angekündigt und die Befürchtung geäußert, in Anlehnung an die öffentliche Stigmatisierung des brasilianischen Torhüters nach dem Maracanaço „der neue Barbosa Brasiliens“ zu werden.
Mittlerweile ist das Ergebnis „7:1“ (portugiesisch sete – um) im brasilianischen Sprachgebrauch zur Metapher einer vernichtenden Niederlage geworden. „Tor für Deutschland“ (portugiesisch gol da Alemanha) wird als Ausruf nach einem Missgeschick verwendet.
Zwei Tage nach dem Spiel wurde das Ergebnis „7:1“ als Wortmarke beim Deutschen Patent- und Markenamt unter der Registernummer 302014004791 eingetragen, aber mittlerweile wieder gelöscht.
Die erste Länderspielbegegnung zwischen Brasilien und Deutschland nach diesem Halbfinale fand am 27. März 2018 im Berliner Olympiastadion statt und endete mit einem 1:0-Sieg für Brasilien.
Bei einer Abstimmung unter den DFB All-Stars im Juni 2023 aus Anlass des 1000. Länderspiels der deutschen Nationalmannschaft wurde diese Halbfinalbegegnung mit 41,6 % der Stimmen zum besten Spiel der Nationalmannschaft gewählt – vor dem Wunder von Bern, dem Jahrhundertspiel und der Nacht von Sevilla.